# Куплеваха
Куплеваха (укр. Куплеваха) — село, Беевский сельский совет,
Липоводолинский район, Сумская область, Украина.
Код КОАТУУ — 5923280805. Население по переписи 2001 года составляло 45 человек.
В 1862 году во владельческом хуторе Куплеваха при колодце проживала 1 семья (3 муж. и 3 жен.)

## Географическое положение
Село Куплеваха находится между сёлами Беево и Саи (1,5 км).
По селу протекает пересыхающий ручей с запрудой.